# Kowkudi, Sakleshpur
Kowkudi là một làng thuộc tehsil Sakleshpur, huyện Hassan, bang Karnataka, Ấn Độ.